# Мамедов, Новруз Насим оглы
Новру́з Насим оглы Маме́дов (азерб. Novruz Nasim oğlu Məmmədov; 20 марта 1990, Баку, Азербайджанская ССР, СССР) — азербайджанский футболист, защитник клуба «Карадаг».

## Биография
В 2006—2007 годах выступал в молодёжном составе бакинского «Интера».
С 2007 года выступал в составе команды азербайджанской премьер-лиги «Мугань» из города Сальяны, тогда ещё называвшейся «NBC». Был капитаном команды.
В 2012 перешёл в клуб «Баку».
Выступал в составе молодёжной и юношеских (U-17 и U-19) сборных Азербайджана.

## Сборная Азербайджана
Впервые был призван в основную сборную страны в октябре 2008 года немецким наставником Берти Фогтсом.